# Volvo 262C
De Volvo 262C is een automodel van Volvo. De auto is ontworpen door Volvo's toenmalige hoofdontwerper Jan Wilsgaard en werd van 1977 tot 1981 door Bertone volgens Volvo's specificaties gebouwd.
De eerste twee jaren was de wagen alleen in de grijze kleur beschikbaar met een dak van vinyl. In 1979 en 1980 kwamen er enkele andere kleuren bij zoals brons, lichtblauw en zwart. Vanaf 1981 was er eveneens een two-tone-versie leverbaar. Daarvan werden er maar 18 gemaakt.
De oorspronkelijke motor van de 262C was de B27 2,7 liter-zescilinder, waarna er ook een 2,9 liter-zescilinder werd geleverd. Deze motorblokken zijn beide PRV-motoren, een samenwerkingsverband van Peugeot, Renault en Volvo.
De 262C was en is een exclusieve auto vanwege de luxueuze afwerking, de beperkte productieaantallen en de hoge prijs.

## Ontwikkeling en productie
Als basis voor het prototype van de Volvo 262C diende een Volvo 164, waarvan in de Italiaanse carrosseriefabriek van Sergio Coggiola in Beinasco/Turijn (Italië) de twee achterdeuren waren verwijderd en het dak 6 centimeter was verlaagd. De kennis die werd opgedaan door deze ombouw, werd door Bertone gebruikt voor de definitieve versie op basis van de Volvo 260. Dat model werd door Volvo als kit aangeleverd. Er werden naar schatting 6622 exemplaren van de Volvo 262C geproduceerd, waarvan circa 75% in Amerika werd verkocht.
Huidige modellen:
EC40 · 
EX30 · 
S60-V60 · 
S90-V90 · 
XC40 · 
XC60 · 
XC90 · 
EX90
Modellen geïntroduceerd na 1965:
100-serie · 
164 · 
200-serie · 
262C · 
66 ·
300-serie · 
400-serie ·
480 ·
700-serie · 
850 · 
900-serie · 
C30 · 
C70 · 
S40 · 
S70 · 
S80 · 
V40 ·
V40 Classic ·
V50 · 
V70-XC70
Modellen geïntroduceerd voor 1965:
ÖV4 · 
PV4 · 
PV650-serie ·
TR670-serie ·
PV36 ·
PV800-serie ·
PV50-serie · 
PV444 ·
PV60 ·
Duett ·
P1900 ·
Amazon · 
PV544 ·
P1800
Conceptauto's:
Philip ·
VESC ·
ECC ·
YCC ·
ReCharge ·
Concept You